# Ghosts of Loss
| Оценки критиков | Оценки критиков |
| Источник        | Оценка          |
| --------------- | --------------- |
| Allmusic        | [ 1 ]           |

Ghosts of Loss — второй студийный альбом финской метал-группы Swallow the Sun, выпущенный 24 августа 2005 года. По сравнению с их дебютным альбомом, этот в большей степени попал под влияние готик-метала. Некоторые темы альбома вызваны влиянием телесериала 1990–1991 годов Твин Пикс.

## Список композиций
Все композиции написаны Юхой Райвио.
| №  | Название                    | Длительность |
| -- | --------------------------- | ------------ |
| 1. | «The Giant»                 | 11:56        |
| 2. | «Descending Winters»        | 6:11         |
| 3. | «Psychopath's Lair»         | 5:52         |
| 4. | «Forgive Her…»              | 9:00         |
| 5. | «Fragile»                   | 7:14         |
| 6. | «Ghost of Laura Palmer»     | 8:07         |
| 7. | «Gloom, Beauty and Despair» | 8:45         |
| 8. | «The Ship»                  | 8:54         |

## Участники записи
- Микко Котамяки — вокал
- Маркус Ямсен — гитара
- Юха Райвио — гитара
- Алекси Мунтер — клавишные
- Матти Хонконен — бас-гитара
- Паси Пасанен — ударные

## Продакшн
- Swallow the Sun — продюсирование
- Сами Кокко — запись, инжиниринг и сведение
- Минерва Паппи — мастеринг

## Позиции в чартах
| Год  | Чарт                    | Высшая позиция |
| ---- | ----------------------- | -------------- |
| 2005 | Финский топ-40 альбомов | 8              |

## Культурные отсылки
Альбом содержит множество отсылок к телесериалу Твин Пикс. Лора Палмер (Laura Palmer) — девушка, вокруг убийства которой разворачиваются события сериала. Гитарист Юха Райвио сказал следующее в интервью: «Песня не имеет ничего общего с настоящей Лорой Палмер или Твин Пиксом, но ощущение этого есть и все знают, что за девушкой Лора была на самом деле. Так что это не песня о любви.» Гигант (The Giant) — персонаж из второго сезона.